# Miejsce niemieszkalne

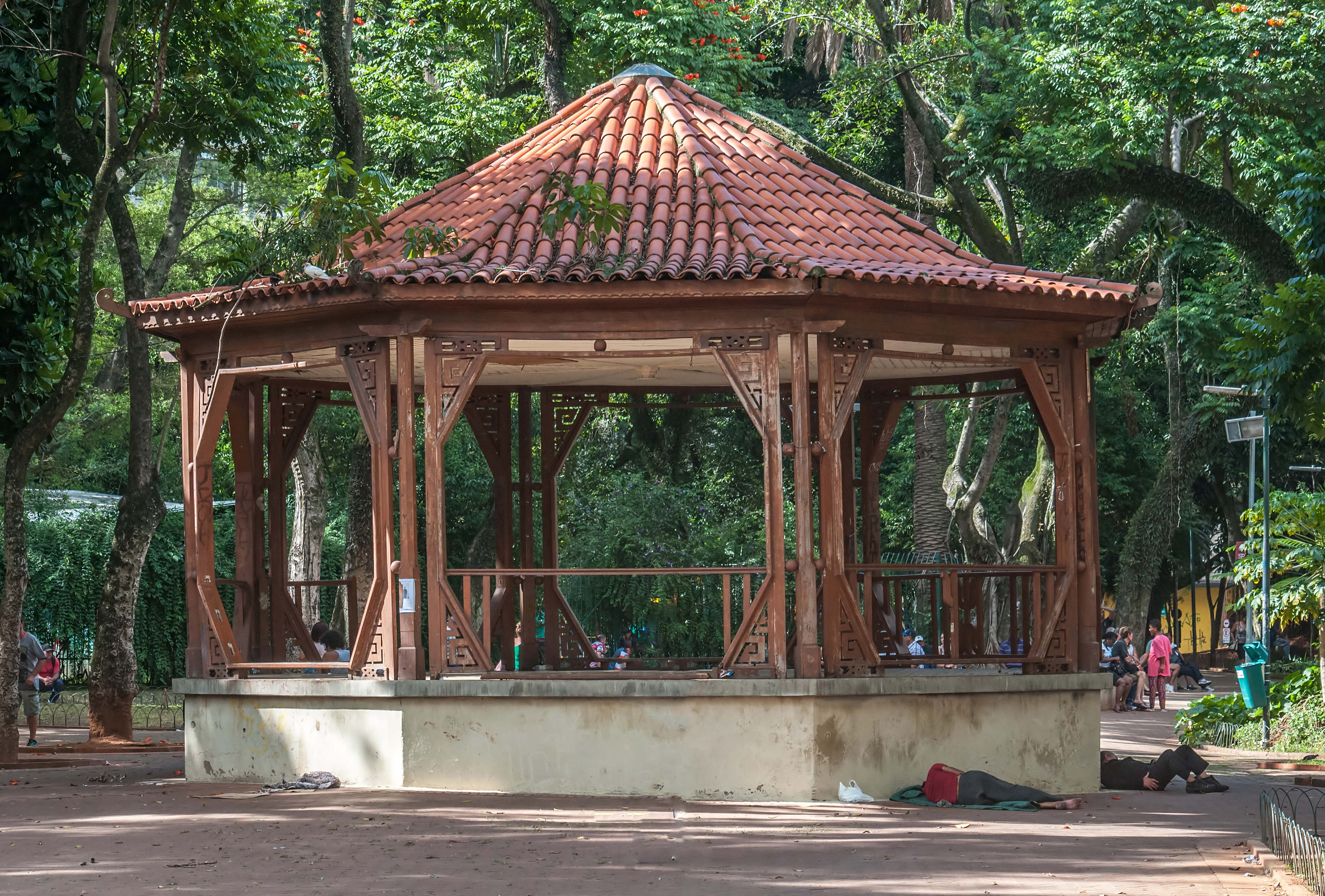
Altana parkowa zasiedlona przez bezdomnych (Brazylia)

Miejsce niemieszkalne – w pomocy społecznej miejsce, w którym przebywają lub znajdują tymczasowe schronienie (poza systemem pomocy społecznej) osoby bezdomne. 
Miejsce takie pełnić może (mimo braku przystosowania do tego celu) rolę lokalu bytowego lub miejsca pracy dla osób bezdomnych. Miejscami niemieszkalnymi są najczęściej dworce, parki, altany, wiaty śmietnikowe, pustostany, klatki schodowe, zsypy, plaże, kanały, węzły cieplne, schrony, bunkry, bocznice kolejowe, cmentarze, centra handlowe, parkingi, garaże, opuszczone samochody, przyczepy campingowe, stare wagony, piwnice, strychy, złomowiska, czy ziemianki.
Osoby zamieszkujące w miejscach niemieszkalnych znacznie rzadziej korzystają ze wsparcia ośrodków pomocy społecznej oraz organizacji pozarządowych niż osoby przebywające w schroniskach i noclegowniach dla bezdomnych. Dłuższe życie w miejscach niemieszkalnych pogarsza zdrowotność poszczególnych osób, m.in. narażając je na odmrożenia, choroby układu krążenia, problemy dermatologiczne i potęgowanie uzależnień.
Pracownicy służb społecznych na bieżąco sporządzają mapy miejsc niemieszkalnych w miastach czy aglomeracjach, celem skutecznego planowania pomocy osobom w nich zamieszkującym. Mapa miejsc niemieszkalnych zawierać może takie informacje jak: adres, opis miejsca, lokalizację, znaki szczegółowe dla rozpoznania, informację, pod który komisariat policji, straży miejskiej lub ośrodek pomocy społecznej podlega dane miejsce.